# Anthony Sowell
Anthony Edward Sowell (sinh 19 tháng 8 năm 1959) là một tội phạm tình dục có đăng ký, nghi can giết người hàng loạt từ Ohio, Hoa Kỳ. Ông bào chữa tội âm mưu hãm hiếp năm 1989 và thụ án 15 năm tù trước khi được phóng thích năm 2005. Ông bị bắt lần nữa vào tháng 10 năm 2009 vì bị xem là nghi can trong vụ giết 11 người phụ nữ với việc thi thể của họ được cảnh sát tìm thấy tại căn nhà và khu vườn của ông ta ở Cleveland, Ohio ở núi Pleasant bên cạnh. Sowell bị buộc tội ít nhất năm tội giết người trầm trọng hơn.

## Phục vụ trong quân đội
Lúc 19 tuổi, Sowell phục vụ trong binh chủng Thủy quân Lục chiến từ 1978 đến 1985 và đã trải qua thời gian ở California, hai tiểu bang Carolina, cũng như tại Nhật Bản. Sowell đã trú đóng vào những thời gian khác nhau tại Đảo Parris, Nam Carolina; Cherry Point, Bắc Carolina; Okinawa, Nhật Bản; và trại Pendleton, California.

## Kết án thập niên 1970
Những nhà điều tra tại thành phố Đông Cleveland duyệt xét ba vụ giết người không tìm được thủ phạm trong những năm 1988 và 1989, sau khi Sowell trở về đó sau khi phục vụ trong Thủy quân Lục chiến và trước khi hắn vào tù về tội toan hiếp dâm, theo Trung sĩ Ken Bolton, một thám tử làm việc cho sở cảnh sát ở ngoại ô Cleveland. Cảnh sát tại Coronado, California, gần trại Pendleton, nói một phụ nữ đã nói với họ rằng bà trông thấy bức hình Sowell trên truyền hình và đoan chắc hắn ta đã hiếp bà vào năm 1979.
Gần trại Lejeune ở Bắc Carolina, Ed Brown, cảnh sát trưởng quận Onslow, và các phụ tá của ông, kiểm tra các hồ sơ cũ để tìm bất cứ vụ giết người hoặc mất tích nào không tìm ra manh mối trong khi Sowell ở tại căn cứ từ ngày 20/5 1978 đến 12/7, 1978.

## Phát hiện thi thể và bắt giữ
Sowell dụ dỗ những phụ nữ dễ bị hãm hại, thường là những người không nhà hoặc sống một mình và có sử dụng ma túy hoặc nghiện rượu, tới nhà của ông và tấn công họ.
Vào tháng 9/2009, Sowell mời một phụ nữ mình quen biết tới nhà cho một bữa uống. Ngày 22/9, cô báo với cảnh sát rằng sau khi uống vài ly, đương sự giận dữ, đánh, làm cô nghẹt thở và hãm hiếp khi cô ngất đi. Ngày 29/10, cảnh sát đến nhà y với trát bắt giữ Sowell cho tội hãm hiếp. Ông ta không có ở đó, nhưng họ tìm thấy hai thi thể trên sàn nhà trong phòng khách. Đương sự bị xác nhận đia điểm và bị bắt hai ngày sau đó.
Cảnh sát khám phá hai xác đầu tiên và một ngôi mộ mới đào vào ngày 29/10, 2009, tại căn nhà ở mạn đông của thành phố. Cho tới ngày 10/11, con số các tử thi được tìm thấy là 11. Ngày 9/11, 2009, các nhà điều tra trở lại căn nhà, vốn bị cô lập như một địa điểm phạm tội nằm dưới sự canh gác 24/24 giờ, nhưng không có tin tức gì về các hoạt động của họ ở bên trong. Cuộc tìm kiếm các nạn nhân mở rộng tới những nơi khác, ngoài căn nhà và khu vườn của ông ta ở Ohio.
Lúc bị bắt, Sowell 50 tuổi. Ông đã sống tại căn nhà hiện tại đã bốn năm. Ông bị giữ với $6.000.000 trái phiếu.

## Truy tố
Sowell bị truy tố tại Cleveland về năm tội giết người gia trọng. Nghi can cũng bị buộc vào một tội toan giết người, hai tội hiếp dâm, hai tội bắt cóc và hai tội hành hung trong một vụ tấn công vào ngày 22/9/2009 đã đưa tới việc lục soát nhà đương sự và cuối cùng tới các xác người. Cơ quan FBI duyệt xét kho dữ liệu về những tội phạm không được giải quyết để tìm bất cứ manh mối nào có thể liên hệ tới Sowell, đặc biệt tại những địa điểm nơi nghi can đã phục vụ trong quân đội, theo Scott Wilson, một phát ngôn viên của FBI ở Cleveland.

## Nhận diện xác chết
Trong số 11 người được cho là nạn nhân, tất cả đều là da đen, 10 người đã được xác định lý lịch. Thi thể của 10 phụ nữ và một đầu lâu được tìm thấy trong nhà của Sowell và được chôn trong vườn. Một cuộc lục soát căn nhà cũ của Sowell ngày 2/12/2009 không tìm được xác nào mới, theo FBI.
| Tên              | Tuổi | Ngày mất             |
| ---------------- | ---- | -------------------- |
| Crystal Dozier   | 38   | k. tháng 5 năm 2007  |
| Tishana Culver   | 31   | k. tháng 6 năm 2008  |
| Leshanda Long    | 25   | k. tháng 8 năm 2008  |
| Michelle Mason   | 45   | k. tháng 10 năm 2008 |
| Tonia Carmichael | 53   | k. tháng 12 năm 2008 |
| Nancy Cobbs      | 43   | k. tháng 4 năm 2009  |
| Amelda Hunter    | 47   | k. tháng 4 năm 2009  |
| Telacia Fortson  | 31   | k. tháng 6 năm 2009  |
| Janice Webb      | 49   | k. tháng 6 năm 2009  |
| Kim Yvette Smith | 44   | k. tháng 7 năm 2009  |

## Không nhận tội
Ngày 1/12, 2009, Sowell bị buộc vào các tội trạng kể cả tội giết người, hiếp dâm, hành hung và lạm dụng xác chết. Ông bị cáo buộc giết chết 11 phụ nữ và tấn công ba người khác, những người sống sót. Ông có thể bị án tử hình nếu bị xét có tội về bất cứ vụ giết người nào. Công tố viên yêu cầu tiền thế chân lên tới $14 triệu - $1 triệu cho mỗi nạn nhân - nhưng vị thẩm phán ra lệnh giam giữ Sowell mà không cho đóng tiền thế chân. Ông bị giữ trong một phòng biệt giam tại nhà tù quận. Luật sư biện hộ được tòa chỉ định, Brian McGraw, tham dự vụ ra tòa nhưng sau đó nói ông không biết liệu ông có tiếp tục phụ trách vụ án hay không.
Ngày 3/12, 2009, Sowell tuyên bố vô tội về mọi cáo trạng vì lý do mất trí. Sowell xuất hiện trước tòa bằng cách nối phim video từ nhà tù. Ông đặt hai tay bị còng trên đùi, thỉnh thoảng nhìn vào một màn ảnh phía trên đầu cho thấy phòng xử đông chật các toán truyền hình. Được Thẩm phán Eileen J. Gallagher tại quận Cuyahoga, Ohio hỏi có phải ông ta tuyên bố vô tội vì lý do mất trí đối với 85 tội trạng hay không, Sowell xác nhận phải. Phụ tá biện lý Richard Bombik của quận Cuyahoga nói bên ngoài tòa án rằng lời tuyên bố mất trí sẽ không ảnh hưởng tới hồ sơ của tiểu bang và tin tưởng Sowell sẽ được tuyên phán là đủ khả năng để ra trước vụ xét xử.
Một sự bào chữa với lý do mất trí đòi hỏi một kết luận rằng người đó bị một bệnh tâm thần trầm trọng và không thể phân biệt giữa đúng và sai. "Tôi nghĩ ông ta sẽ thất bại thê thảm về cả hai lý do này," Bombik nói. Khi toán bào chữa cho Sowell được thành hình, cuộc xét nghiệm tâm lý có thể sẽ diễn ra. Vấn đề sẽ được xem xét bởi vị thẩm phán xét xử bắt đầu với một cuộc điều trần trước vụ xử vào ngày 7/12.